# 紅鬚小褐鱈
紅鬚小褐鱈（学名：Physiculus roseus），又名紅鬚稚鱈、鱈魚，为輻鰭魚綱鱈形目稚鱈科小褐鱈屬下的一个种，為深海魚類，分布於印度太平洋區，包括孟加拉灣、印尼、澳洲及新喀里多尼亞海域，深度300-549公尺，體長可達23公分，生活習性不明，可做為食用魚。